# Eurillas curvirostris
Eurillas curvirostris là một loài chim trong họ Pycnonotidae.